# Atlas Hochhaus (München)
Das alte (Atlas)Hochhaus im Werksviertel in Berg am Laim (München) wurde in den 1980er Jahren von dem Münchner Architekturbüro Amtsberg + Partner für die IVG geplant. Fertiggestellt wurde es im Jahr 1982. Im Jahr 2001 erfolgte ein Umbau durch das Münchner Architekturbüro Bitterer. Im Jahr 2013 erwarb eine Joint-Venture unter Beteiligung und Führung des Münchner Immobilienentwicklers und Bestandshalters FidCap Gruppe München das über fünf Jahre leerstehende Gebäude aus dem Workout einer Immobilienbank. Im Jahr 2014 erwirkte die FidCap Gruppe München bereits fünf Nachbarvereinbarungen und die Baugenehmigung für das neue Projekt M-Tower München, das völlig dem heutigen Atlas Hochhaus entspricht) und die Umbau- und Sanierungsarbeiten begannen noch im gleichen Jahr. Diese wurden 2019 fertiggestellt, nachdem die Art-Invest Real Estate Management GmbH das von der FidCap Gruppe München entwickelte Gesamtprojekt inklusive 50 % Vorvermietung an Publicis Groupe erworben und in Atlas umbenannt hatte. Aktueller Eigentümer ist die Allianz Real Estate.

## Bestandsbau und Umbau
Der Bestandsbau wurde 1982 vollendet und hatte eine mit hellen Metallplatten verkleidete Fassade und eine angegliederte Hochgarage. Zum vierzehngeschossigen 62 Meter hohen Bestandsbau zählte eine 2001 auf dem Turmdach installierte 13 Tonnen schwere orange Kunststoffkugel mit einem Durchmesser von 7,5 Metern. Das Hochhaus mit der orangen Kugel galt im Stadtgefüge der Landeshauptstadt München als Landmark. Ab 2014 wurde der Bestandsbau durch die FidCap Gruppe München (est. 2012) bis auf das Tragwerk zurückgebaut und der Turm umgestaltet. OS A Ochs Schmidhuber Architekten in München übernahmen die Neugestaltung des Hochhauses im Auftrag des Bauherrn FidCap Gruppe München (est. 2012) und führten diese für Art-Invest Real Estate Management GmbH bzw. die Allianz fort. Nach gutachterlichen Untersuchungen stimmten die planenden Architekten dem Wunsch der FidCap Gruppe München (est. 2012) zu, wegen des guten Erhaltungszustands des Turms keinen kompletten Neubau zu errichten. Man erhielt den Turm und gestaltete diesen im Sinne der Nachhaltigkeit behutsam um. Die angrenzende Hochgarage war nicht gut erhalten, extrem schlecht belichtet und wurde abgerissen. An ihrer Stelle errichtete man nach einem Konzeptvorschlag der FidCap Gruppe München (est. 2012) ein zur Rosenheimer Straße hin fünfgeschossiges, zum Werksviertel hin viergeschossiges Plazagebäude, in das der Turm eingebettet wurde. Damit entstanden maximal große, zusammenhängende, sehr effiziente Mietflächen mit zwei Innenhöfen und sechs unterschiedlich große Terrassen. Abriss und Neubau hätten mehr Energieaufwand gekostet als die partielle Bestandserhaltung. Für den Umbau und Bau wurden umweltschonende Materialien eingesetzt, Architektur und Innenraum in ökonomischer und ökologischer Hinsicht optimiert. Die Innenräume des Turms wurden großzügig gestaltet mit flexiblen Grundrissen im Sinne der New Work. Die zweigeschossige Tiefgarage hat 230 Stellplätze, das Gelände 100 Fahrradstellplätze. Die vom Bestandsbau übernommene orange Kunststoffkugel auf dem Dach des Turms wird nachts illuminiert und leuchtet über das Werksviertel. Das Hochhaus und das Plazagebäude werden für Büros genutzt, Teilflächen für gastronomische Einrichtungen zur Versorgung der Nutzer.

## Nachhaltigkeit
Neben dem Upcycling der Turmarchitektur erwies sich die komplett montagefertige, in wirtschaftlicher Hinsicht optimale Elementfassade als ressourcenschonendes Planungsdetail. Durch eine Klimapufferzone und durch individuell steuerbare und zu öffnende Lüftungselemente entstand ein besonders gesundes Raumklima. Der M-Tower München wurde von der FidCap Gruppe München (est. 2012) von Anfang an als Green Building konzipiert und FidCap erhielt bereits im Jahr 2015 die Vorzertifizierung Gold der Deutschen Gesellschaft für Nachhaltiges Bauen (DGNB) für den M-Tower. Es wurde schlussendlich auch mit der LEED-Zertifizierung Gold ausgezeichnet.

## Fassadenkonzept
Das neue Atlas Hochhaus bekam durch die dunkle, doppelschalige und hinterlüftete Fassade aus Aluminium und Glas ein neues Erscheinungsbild. Das Fassadenkonzept ist das Resultat der gestalterischen Auseinandersetzung mit dem Bestandsbau des Turms. Die Ecken des Turmquaders waren ursprünglich nur äußerlich als solche zu erkennen. Innen waren sie schräg und zubetoniert, was die thematische Vorlage für das neue Fassadenkonzept lieferte: Über jeweils zwei Etagen wurde diese oktagonale Grundform in die des Rechtecks transformiert, über die anschließenden zwei Stockwerke wieder zurück zum Oktagon. Dadurch entstand an den Ecken des Turms eine geometrische Kaskadenstruktur und das Thema, das die gesamte Konzeption des neuen Hochhauses prägt.

## Auszeichnungen
- Gold LEED Zertifizierung
- Iconic Award 2020, "best of best", Kategorie Innovative Architecture
- Global Green Business Award 2021
- Architektouren 2022 (Veranstalter Bayerische Architektenkammer)